# Stay Hungry
Stay Hungry (з англ. «Залишайся голодним») — третій студійний альбом американського хеві-метал гурту «Twisted Sister», а також павер-баладу «The Price». Вийшов 10 травня 1984 року, містить дві найвідоміші пісні гурту: «We're Not Gonna Take It» та «I Wanna Rock». Згідно сертифікації Американської асоціації компаній звукозапису альбом кілька разів набув статус платинового, у США —тричі, було продано понад 3 000 000 копій.   
У 2004 році гурт перезаписав треки з цього альбому та перевипустив як альбом «Still Hungry» .   
У списку «100 найвидатніших метал-альбомів всіх часів» від журналу «Rolling Stone», опублікований у 2017 році, альбом посів 76 місце. 

## Список треків
Усі пісні написані Ді Снайдером. 
Оригінальний диск
| Перша сторона | Перша сторона                                                      | Перша сторона |
| #             | Назва                                                              | Тривалість    |
| ------------- | ------------------------------------------------------------------ | ------------- |
| 1.            | «Stay Hungry»                                                      | 3:03          |
| 2.            | «We're Not Gonna Take It»                                          | 3:38          |
| 3.            | «Burn in Hell»                                                     | 4:43          |
| 4.            | «Horror-Teria (The Beginning): a) Captain Howdy b) Street Justice» | 7:45          |

| Друга сторона | Друга сторона       | Друга сторона |
| #             | Назва               | Тривалість    |
| ------------- | ------------------- | ------------- |
| 5.            | «I Wanna Rock»      | 3:06          |
| 6.            | «The Price»         | 3:48          |
| 7.            | «Don't Let Me Down» | 4:26          |
| 8.            | «The Beast»         | 3:30          |
| 9.            | «S.M.F.»            | 3:01          |

 30 червня 2009 року компанія Rhino Records видала ювілейне видання альбому (25 років з випуску). Перший диск містив ремастер-версії дев'яти композицій оригінального альбому 1984 року, до другого (бонусного) диску увійшло 15 неопублікованих треків та демо, записаних у грудні 1983 року, а також новий трек «30», записаний спеціально для цього диску гуртом у його складі 1984 року. 

### Бонусний диск
1. Death from Above – 2:42
2. Prime Motivator – 2:25
3. We’re Not Gonna Take It – 2:47 (рання демо-версія)
4. Death Run – 1:45
5. This One’s for You – 2:00
6. S.M.F. – 2:14 (демо)
7. We’re Coming On – 1:42
8. Call My Name – 2:10
9. Burn in Hell – 5:08 (демо)
10. Pay the Price – 1:42
11. What’s Love Without You – 1:44
12. Our Voice Will Be Heard – 1:29
13. You Got to Fight – 1:39
14. The Price – 2:36 (демо)
15. Stay Hungry – 1:58 (демо)
16. KMET Radio Spot – 0:24
17. 30 – 4:23 (новий трек)
18. Lollipop Guild – 0:30 прихований трек)

## Учасники запису
- Ді Снайдер — ведучий вокал
- Едді Охеда — ритм-гітара, бек-вокал
- Джей Джей Френч — ритм-гітара, соло-гітара, бек-вокал
- Марк Мендоса — бас-гітара, бек-вокал
- Ей Джей Перо — ударні, перкусія

## Сертифікації
| Регіон                                             | Сертифікація  | Продажі    |
| -------------------------------------------------- | ------------- | ---------- |
| Канада (Music Canada)                              | 5× Платиновий | 500 000^   |
| США (RIAA)                                         | 3× Платиновий | 3 000 000^ |
| ^відвантаження, що базуються лише на сертифікаціях |               |            |